# Richard Benson
Richard Philip Henry John Benson (Woking, 10 marzo 1955 – Roma, 10 maggio 2022) è stato un chitarrista, cantautore e personaggio televisivo britannico naturalizzato italiano.	
Musicista attivo nell'underground romano dai primi anni settanta, nella sua carriera fu anche conduttore di diverse trasmissioni televisive e radiofoniche a tema musicale e fu saltuariamente ospite in varietà sulle reti nazionali.

## Biografia

### Origini

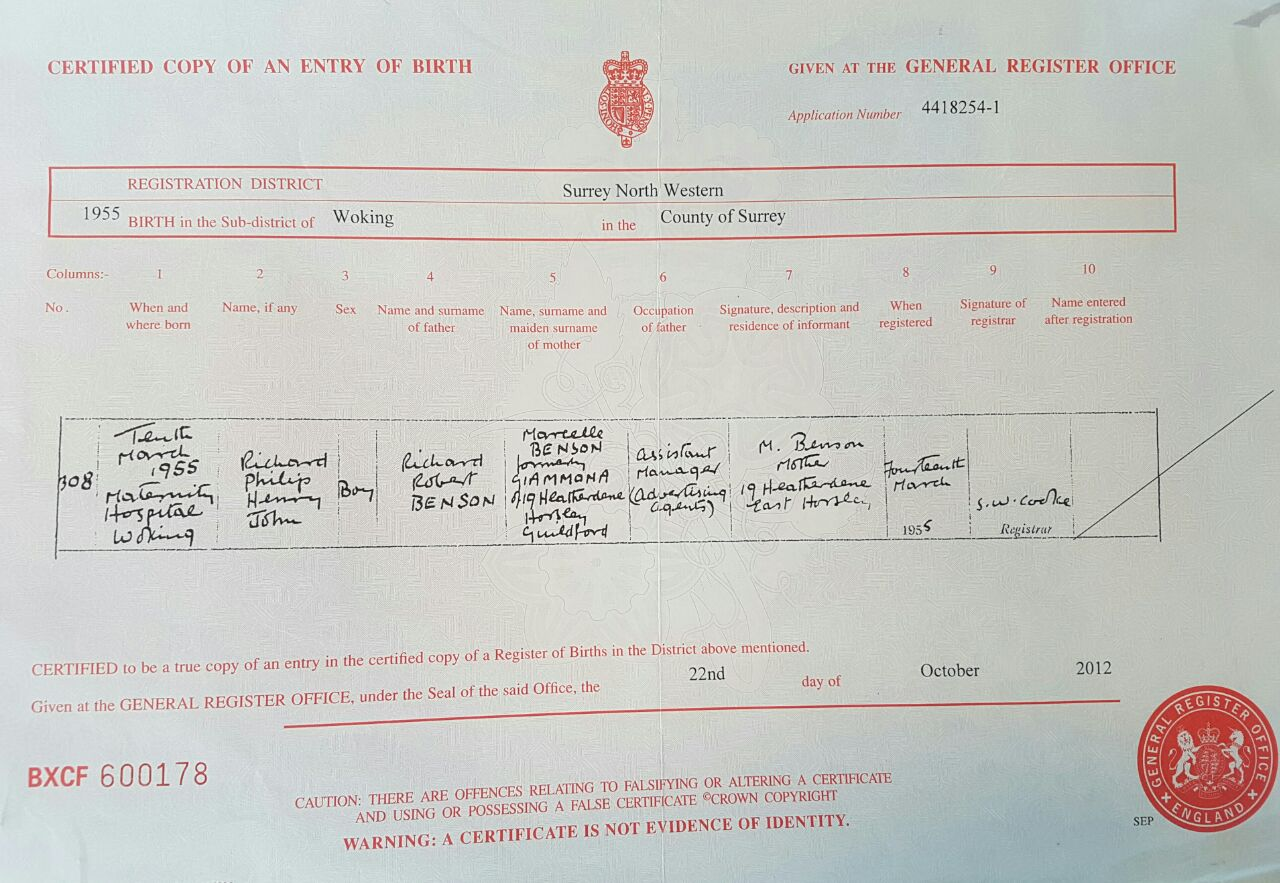
Certificato di nascita di Richard Benson, ritirato dall'ambasciata britannica a Roma in occasione del suo matrimonio con Ester Esposito

Nacque a Woking da Richard Robert Benson e Marcella Giammona; il padre lavorava come agente pubblicitario e fu in seguito testimonial della Gillette negli anni sessanta. In un'intervista rilasciata a l'Unità dallo stesso nel settembre del 1994, il padre di Benson dichiarò di essere figlio di un pittore inglese stabilitosi nel paese di Anticoli Corrado, in provincia di Roma, e sposatosi con una ragazza del borgo che posava come modella per lui. Durante l'infanzia Benson visse a Milano, e si trasferì in seguito a Roma con la famiglia, dove frequentò il liceo artistico Ripetta.

### Inizi

Richard Benson (in basso a destra) insieme ai componenti della redazione di Per voi giovani nel 1971 (da sinistra: Paolo Giaccio, Carlo Massarini, Mario Luzzatto Fegiz e Teresa Piazza).

Agli albori degli anni settanta Benson entrò nei Buon vecchio Charlie, gruppo rock progressivo: un unico album, l'omonimo Buon vecchio Charlie, in gran parte strumentale, venne inciso nel 1971 per conto dell'etichetta discografica indipendente Suono. Tuttavia il disco non venne distribuito e solo nel 1990 ne fu realizzata un'edizione limitata su CD dalla Melos, ripubblicata poi dalla Akarma anche su LP. L'album è stato giudicato positivamente da alcuni critici.
Nel 1972 il gruppo si sciolse e alcuni suoi componenti entrarono a far parte dei Libra, mentre altri formarono i Bauhaus (solo omonimi del più famoso gruppo rock gotico britannico). Benson continuò a suonare come solista e partecipò ad entrambe le edizioni del Festival pop di Villa Pamphili nel 1972 e nel 1974.
Nello stesso periodo entrò nello staff della trasmissione radiofonica Per voi giovani, ideata da Renzo Arbore, in cui condusse uno spazio dal nome "Novità 33 giri", proponendo materiale discografico del periodo. Benson iniziò anche a lavorare come recensore musicale per la rivista Ciao 2001 e per altre testate come Nuovo Sound, settimanale dedicato a svariati generi musicali, tra cui rock progressivo, jazz, classica, opera, musica latina e folk.

### Periodo intermedio
Tra il 1978 e il 1979 condusse due trasmissioni settimanali su due reti televisive locali romane: Per noi giovani su PTS e Scala A interno 5 su TVA 40. Dal 1979 iniziò sempre su TVA 40 la sua trasmissione più duratura, Ottava nota, rimasta in palinsesto per oltre vent'anni, in cui Benson presentava le novità discografiche del tempo, in particolar modo hard rock e heavy metal ma anche jazz, funk, blues, fusion e rock italiano. Nel 1982 partecipò alla realizzazione del film L'inceneritore del regista Pierfrancesco Boscaro assieme a Flavio Bucci e Ida Di Benedetto, interpretando il ruolo di un capobanda di malavitosi e occupandosi della colonna sonora, e nello stesso anno produsse il singolo Indossa il mio colore/Stanchiamoci insieme di Leo Nero. Nel 1983 pubblicò il singolo Animal Zoo (Mondial Laser), di genere italo disco/synth pop e nel 1984 un 7" più rock intitolato Renegade (Golden Sound).
Nel 1985 partecipò a Quelli della notte, programma televisivo di Renzo Arbore. Nello stesso anno partecipò alla realizzazione della raccolta Metallo Italia, prodotta da Al Festa, insieme ad altri gruppi italiani, fra cui Vanexa, Synthesis, Elektradrive e Steel Crown. Nel 1987 produsse una compilation intitolata Metal Attack, in cui compaiono alcuni chitarristi come Max Smeraldi (Banco del Mutuo Soccorso, Cristiano Malgioglio) e Giorgio Paciotti. Benson fu autore del testo del brano Exotic Escape, al quale partecipò anche come cantante, accompagnato da una formazione denominata East; inoltre fu chitarrista e coautore dei brani di intermezzo Preludio, Adagio, Ripresa e Finale.
Nel 1990 lavorò come conduttore radiofonico per Radio Rock registrando sei puntate. Nel 1992 comparve in un cameo nel film di Carlo Verdone Maledetto il giorno che t'ho incontrato, interpretando sé stesso. Pubblicò inoltre l'audiocassetta Heavy Agenda, contenente lezioni di tecnica chitarristica con riferimento all'heavy metal. Nello stesso anno andò in tour con il gruppo napoletano Targhe Alterne, esibendosi all'Alpheus di Roma e proponendo diverse cover di brani rock.
Durante la seconda metà degli anni novanta continuò a esibirsi dal vivo a Roma, incentrando però gli spettacoli non più esclusivamente sulle canzoni, ma includendo alcuni momenti di recitazione trasgressiva a sfondo trash a fare da corollario alla musica. Ad alcuni dei suoi spettacoli prese parte anche la pornoattrice Milly D'Abbraccio. Il suo aspetto contribuì alla popolarità del personaggio: giubbetto di cuoio indossato a torso nudo, la nota parrucca dai lunghi capelli neri (che avrebbe continuato a portare per tutta la vita) a celare la calvizie, occhiali scuri e linguaggio scurrile. In questo periodo registrò per la Playgame Music due corsi di chitarra su videocassetta, Lezioni di chitarra rock, metal, rock-blues, guitar tricks (1995), a cui seguì, nel 1999, La velocità d'esecuzione nella chitarra metal progressive. Del 1999 è anche il primo album da solista, Madre tortura, giudicato negativamente per le imprecisioni esecutive di Benson, ma apprezzato per alcuni spunti strumentali e dal punto di vista lirico.

### L'incidente a Roma e il ritorno sulle scene
Il 15 settembre 2000 fu vittima di un incidente, una caduta dal Ponte Sisto di Roma, a seguito della quale si fratturò una gamba, costringendolo a una delicata riabilitazione. La dinamica dell'incidente rimase ignota: Benson ha inizialmente dichiarato di essere stato vittima di un tentato omicidio da parte di tre ignoti, salvo poi sostenere di aver avuto un incidente mentre percorreva il ponte sulla sua Harley-Davidson.
Nel 2002, rimessosi dall'infortunio, in seguito al quale fu sottoposto a quattro interventi chirurgici, tornò ad esibirsi all'Alpheus di Roma, nello spettacolo acustico Paradiso in inglese, Inferno in italiano, seguito da svariati concerti insieme a vari musicisti, tra cui i DGM. Nel 2003 partecipò per 12 puntate a I solati, un'appendice satirica, sempre prodotta dalla Rai, de L'isola dei famosi. Suonò anche come ospite all'album Eleven dei D.B.P.I.T., mentre nel 2004 condusse su Televita la trasmissione Cocktail micidiale.

### Attività dal vivo

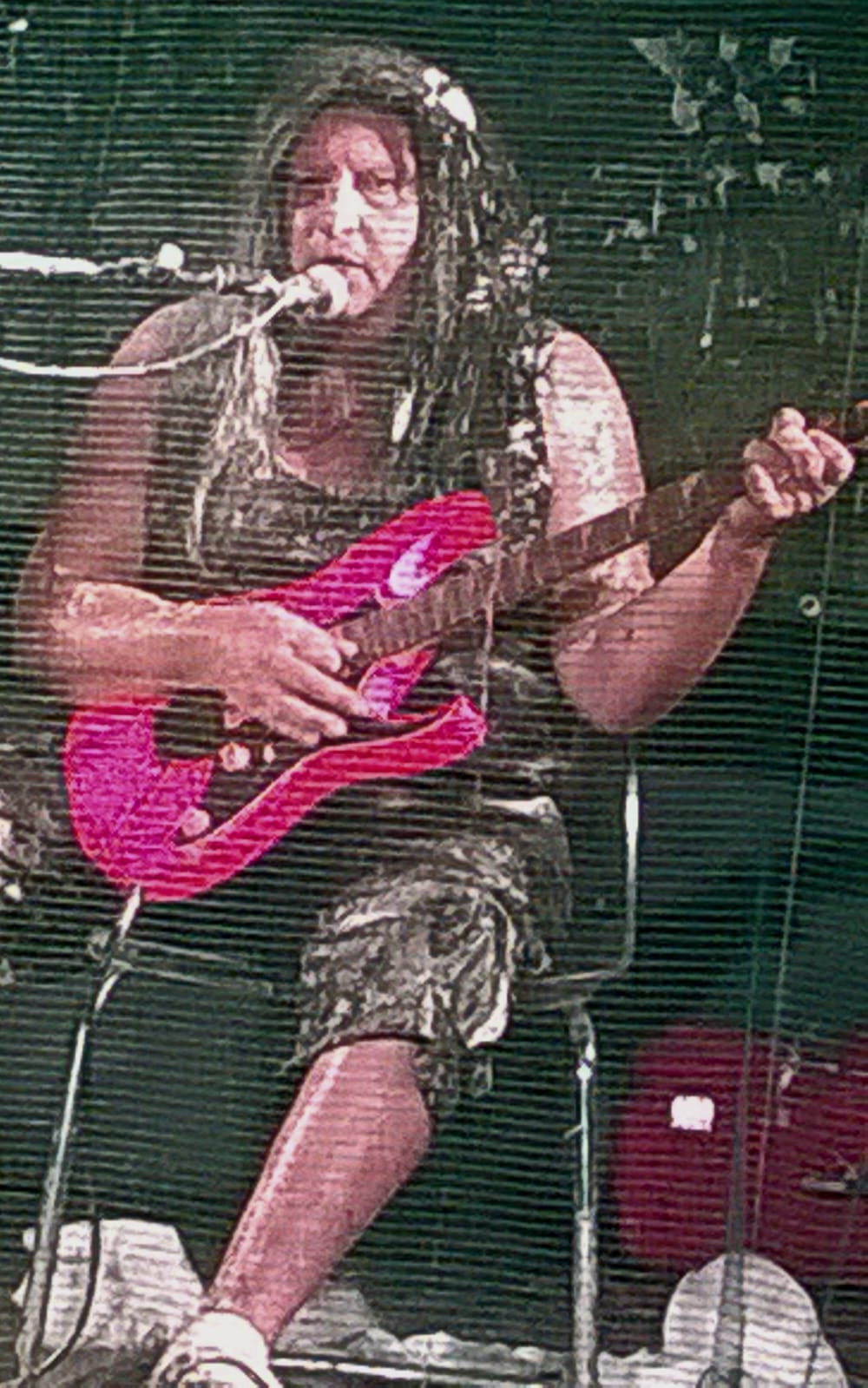
Richard Benson in concerto a Ciampino il 4 ottobre 2014

Il 17 e il 19 dicembre 2005 Benson tenne un concerto presso il Coetus Pub di Roma, segnando il tutto esaurito in entrambe le date.
A inizio 2006 tenne alcuni concerti con grande seguito in pub come l'Alpheus di Roma o l'Alcatraz di Fiumicino, dove, il 23 febbraio, si tenne un lungo dibattito di quasi quattro ore in cui Benson raccontò al pubblico vari aneddoti sulla sua vita. Il 28 settembre fu ospite al programma La grande notte, condotto da Gene Gnocchi e Afef Jnifen su Rai 2.
Agli inizi del 2007 partecipò a Stile Libero Max, condotto da Max Giusti su Rai 2, dove giudicò alcuni artisti esclusi dall'imminente Festival di Sanremo, rendendosi protagonista di alcuni siparietti comici. Nel 2008 tornò come ospite o conduttore soprattutto sulle emittenti locali romane: a settembre condusse su Televita la trasmissione Per corde e grida.
Il 14 maggio 2009 fu ospite di Chiambretti Night, in onda su Italia 1, insieme a Giovanni Lindo Ferretti. Il 4 dicembre 2011 partecipò come concorrente ad una puntata speciale del quiz televisivo Avanti un altro!. Dopo un'assenza di circa tre anni dai concerti, tornò ad esibirsi dal vivo per quattro date a Perugia, Avellino, Prato e Ciampino nel 2012.

### Ultime attività e morte
Nel settembre del 2012 condusse su Retesole una trasmissione omonima della storica Ottava nota, con un format molto simile, ma successivamente passò al canale locale italiano One Television, dove condusse il programma Rock Machine. Il 7 aprile 2013 sposò la compagna Ester Esposito, alla quale era legato da sedici anni.
Dal 2013 al 2014 condusse una trasmissione in una TV online propria, chiamata "RichardBensonTv", nella quale espresse le proprie opinioni su gruppi, artisti, dischi, parlando anche di svariati argomenti riguardanti la musica heavy metal. Il 16 marzo 2015 siglò un contratto discografico con la INRI, etichetta discografica indipendente di Dade dei Linea 77, con la quale pubblicò L'inferno dei vivi. Anticipato dal singolo I nani, uscito digitalmente il 13 aprile 2015, l'album venne prodotto dai Tiromancino, i quali pubblicarono sulla loro pagina Facebook il video della firma dell'accordo, durante la quale era presente Federico Zampaglione.
Il 15 febbraio 2016 Benson annunciò attraverso un video pubblicato su YouTube l'uscita della raccolta Duello madre, inizialmente previsto per il 29 dello stesso mese nei principali negozi digitali ma successivamente anticipato al 24 febbraio su iTunes. Il 22 novembre dello stesso anno Repubblica TV pubblicò un video nel quale Richard Benson, insieme alla moglie Ester, chiedeva aiuto ai fan tramite donazioni, raccontando di essere affetto da problemi cardiocircolatori e di trovarsi in condizioni economiche precarie. In conseguenza di questo appello vennero organizzate varie campagne di crowdfunding per aiutare il musicista, che ottennero un successo superiore alle aspettative, ed un concerto chiamato Richard Benson Charity Live svoltosi nel dicembre 2016, in cui vari gruppi rock di Roma si esibirono per una serata donando il ricavato a Benson. In un video di marzo 2017, Benson dichiarò di essersi ristabilito e di avere molti progetti per il futuro.
Da settembre 2019 Benson iniziò inoltre a diffondere su YouTube diversi video in cui eseguiva alla chitarra classica brani inediti di genere blues e pop, con testi scritti da Cinzia Colibazzi e musica di suo pugno.
Il 24 febbraio 2022 annunciò di aver iniziato a lavorare ad un nuovo progetto di rock sinfonico con la collaborazione, tra gli altri, del produttore Simone Sello: nelle settimane seguenti vennero pubblicati sui profili social del chitarrista vari post sul procedimento dei lavori e il 19 aprile furono completate le registrazioni del primo singolo Processione, ma il 10 maggio lo staff di Benson annunciò con un post su Facebook la morte dell'artista, avvenuta all'età di 67 anni. Il brano è stato distribuito postumo il 4 giugno. Un ulteriore singolo postumo, una cover di A Whiter Shade of Pale cantata in duetto con Giampiero Ingrassia, è stata diffusa nel febbraio 2023. Si trova sepolto nel cimitero di Anticoli Corrado, in provincia di Roma.
Nelle ultime settimane di vita aveva partecipato a una puntata del programma Una pezza di Lundini, che è andata in onda postuma l'11 maggio.
Il 29 marzo 2024, a quasi due anni dalla sua scomparsa, è stato pubblicato l'ultimo album di Richard Benson, intitolato "24 Back to 84". Il disco è stato realizzato dalla Richard Benson Orchestra con la partecipazione del chitarrista Simone Sello. Oltre alle due canzoni già edite come singoli postumi, l'album contiene brani inediti risalenti al 1984 e restaurati per l'occasione (Jaggered (una versione primordiale del brano Incinerator), Devil Tonite, Empty Space e Can You See The Monkey?), versioni rivisitate a opera della RBO di due brani storici: Renegade e Flash Back, e una nuova versione di Madre Tortura.
Nel 2023 è stato distribuito il documentario Benson – La vita è il nemico, diretto da Maurizio Scarcella, che racconta gli ultimi anni di vita di Richard Benson insieme alla moglie Ester Esposito, dal 2016 fino alla sua scomparsa nel 2022, ma attraversa anche tutta la carriera del chitarrista grazie al recupero di materiale di repertorio. Il documentario è stato presentato in anteprima l'8 dicembre al Nuovo Cinema Aquila di Roma, riscuotendo l'interesse della critica. L'opera è entrata in concorso ai David di Donatello 2024, ma non ha raggiunto la cinquina finale. All'interno del documentario compaiono interviste ad esponenti del mondo dello spettacolo e Gianni Neri.

## Discografia

### Da solista
Album in studio
- 1999 – Madre tortura
- 2015 – L'inferno dei vivi
- 2024 – 24 Back to 84

Raccolte
- 2016 – Duello madre

Singoli
- 1983 – Animal Zoo
- 1984 – Renegade
- 2015 – I nani
- 2015 – L'inferno dei vivi
- 2022 – Processione
- 2023 – A Whiter Shade of Pale
- 2024 – Madre Tortura
- 2024 – Devil Tonite

Apparizioni in raccolte
- 1985 – Metallo Italia (produttore)
- 1987 – Metal Attack (produttore e interprete)
- 2009 – Boogie Down Box-Set (interprete)

Collaborazioni
- 2002 – Der Bekannte Post Industrielle Trompeter - Eleven

### Con i Buon vecchio Charlie
- 1990 – Buon vecchio Charlie

## Televisione
- Scala A interno 5 (TVA 40, 1978-1979)
- Ottava nota (TVA 40, 1979-2002)
- Quelli della notte (Rai 2, 1985)
- Seconda serata (Rai 1, 1995)
- I solati (Rai 2, 2003)
- Cocktail micidiale (Televita, 2003-2007)
- La grande notte (Rai 2, 2006)
- Stile libero Max (Rai 2, 2007)
- Lo show più buono che ci sia (All Music, 2008)
- Per corde e grida (Televita, 2008)
- Chiambretti Night (Italia 1, 2009, 2011)
- Avanti un altro! (Canale 5, 2011)
- Il senso della vita (Canale 5, 2011)
- La valigia dei sogni (LA7, 2012)
- Ottava nota (Retesole, 2012)
- Rock Machine (One Television, 2012-2013)
- Una pezza di Lundini (Rai 2, 2022)